# Bohova, Pernik
Bohova (în bulgară Бохова) este un sat în comuna Trăn, regiunea Pernik,  Bulgaria. 

## Demografie
Componența etnică a satului Bohova
     Nicio identificare (100%)
     Altele (0%)
La recensământul din 2011, populația satului Bohova era de 22 locuitori. . Pentru 100,0% din locuitori nu este cunoscută apartenența etnică.